# Oxyethira paramartha
Oxyethira paramartha är en nattsländeart som beskrevs av Schmid 1960. Oxyethira paramartha ingår i släktet Oxyethira och familjen smånattsländor. Inga underarter finns listade i Catalogue of Life.